# Rafael Freire Luz
Rafael Freire Luz, né le 11 février 1992, à Araçatuba, au Brésil, est un joueur de basket-ball brésilien naturalisé espagnol. Il évolue au poste de meneur.

## Palmarès
- Finaliste du championnat des Amériques 2011
- 3e du championnat d'Amérique du Sud 2014
- Vainqueur des Jeux panaméricains de 2015
- Finaliste du championnat des Amériques 2022